# Scutigera dubia
Scutigera dubia är en mångfotingart som först beskrevs av Newport 1844.  Scutigera dubia ingår i släktet Scutigera och familjen spindelfotingar. Inga underarter finns listade i Catalogue of Life.